# Charles Nwokolo
Charles Nwokolo (ur. 21 września 1960) – nigeryjski bokser, uczestnik Letnich Igrzysk Olimpijskich 1984.

## Kariera amatorska
Nwokolo trenował boks od 13 roku życia. W całej amatorskiej karierze stoczył 91 walk (w wadze lekkopółśredniej).
Podczas igrzysk w Los Angeles, startował w tejże wadze. Wówczas w pierwszej rundzie pokonał Zambijczyka Dimusa Chisalę 5–0. W drugiej rundzie ponownie zwyciężył, tym razem z Ugandyjczykiem Williamem Galiwango 5–0. W trzeciej rundzie został pokonany przez Portorykańczyka, Jorge Maysoneta, 2–3.

## Kariera zawodowa
Pod koniec 1984 roku, przeszedł na zawodowstwo. Występował w wadze półśredniej. W ciągu całej swojej kariery zawodowej stoczył 49 walk, z czego 31 wygrał (20 przez nokaut), 17 przegrał (4 przez nokaut) i 1 zremisował. Ostatnią walkę w karierze stoczył 20 października 1996 roku. Wówczas przegrał z Lupe Aquino.